# Lymantria dissoluta
Lymantria dissoluta este o specie de molii din genul Lymantria, familia Lymantriidae, descrisă de Swinhoe 1903 Conform Catalogue of Life specia Lymantria dissoluta nu are subspecii cunoscute.